# Bandikutalakúak

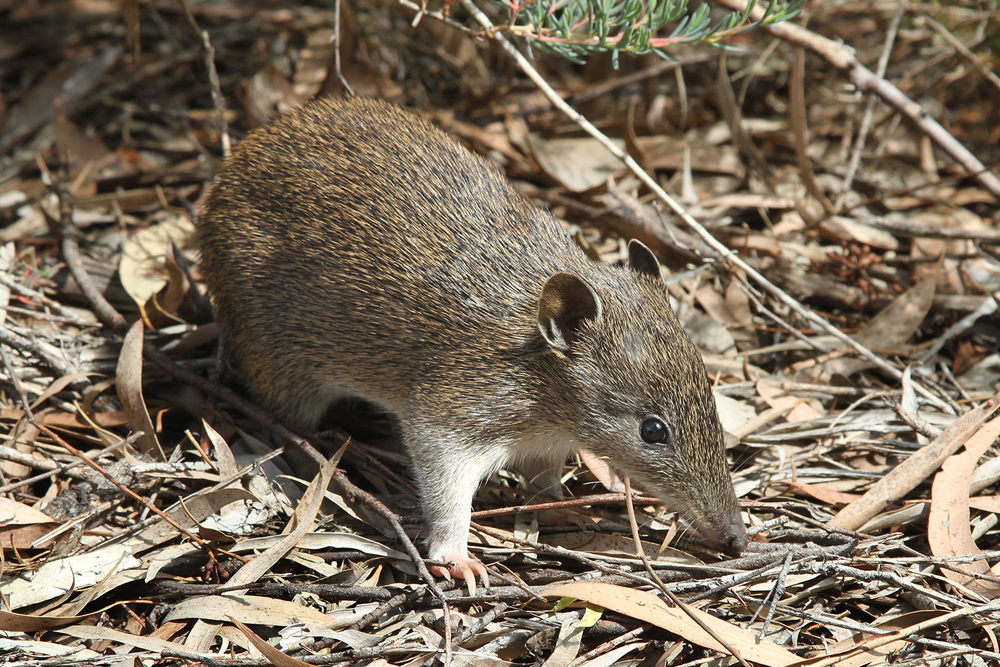
Kis bandikut (Isoodon obesulus)

A bandikutalakúak vagy bandikutok (Peramelemorphia) az emlősök (Mammalia) osztályának elevenszülő emlősök (Theria) alosztályának és az erszényesek (Marsupialia) alosztályágának egyik rendje.

## Rendszerezés
A rendbe három család tartozik, bár az esőerdei bandikutokat egyes rendszerezések külön családba sorolják. Megint más rendszerezések a sertéslábú bandikutot (Chaeropus ecaudatus) a bandikutfélék családjába sorolják.
- Bandikutfélék (Peramelidae) családja – Gray, 1872
  - Bandikutformák (Peramelinae) alcsaládja
    - Isoodon – Desmarest, 1817 – 3 faj
    - Perameles – É. Geoffroy Saint-Hilaire, 1804 – 4 faj
    - Crash – 1 kihalt faj

  - Tüskésbandikut-formák (Echymiperinae) alcsaládja
    - Echymipera – Lesson, 1842 – 5 faj
    - Microperoryctes – Stein, 1932 – 3 faj
    - Rhynchomeles – Thomas, 1920 – 1 faj

  - Esőerdei bandikutformák (Peroryctinae) alcsaládja
    - Peroryctes – Thomas, 1906 – 2 faj

- †Chaeropodidae család – Gill, 1872
  - †Chaeropus – Ogilby, 1838 – 1 faj, az 1950-es években kihalt
    - †sertéslábú bandikut (Chaeropus ecaudatus)

- Erszényesnyúlfélék (Thylacomyidae) családja – Bensley, 1903
  - Macrotis – Reid, 1837 – 2 faj
    - közönséges erszényesnyúl (Macrotis lagotis)
    - †fehérfarkú erszényesnyúl (Macrotis leucura)

- †Yaralidae család – Muirhead, 2000
  - †Yarala – Muirhead, 1995 – 2 ismert fosszilis faj
    - †Yarala burchfieldi
    - †Yarala kida

## Előfordulásuk
A bandikutalakúak Ausztráliában, Tasmániában, Új-Guineában és a környező szigeteken honosak.

## Megjelenésük
A bandikutok hossza farok nélkül 15-65 centiméter között van és testtömegük 200-4700 gramm között.

## Életmódjuk
Az állatok általában éjjel aktívak, magányosan élnek és territoriális talajlakók. Táplálékuk gerinctelenek, kisebb gerincesek, magvak, bogyók, növényi rostok, gumók és gombák. A bandikutok 3 évnél többet is élnek.

## Szaporodásuk
Az ivarérettséget 3-6 hónapos korban érik el. A párzási időszak területenként eltérő. A vemhességi idő körülbelül 12 napig tart, ennek végén 1-7, többnyire 2-4 utód jön a világra. Az utódok mintegy 50 napig maradnak az erszényben. A legtöbb faj nősténye évente háromszor is ellhet.